# Claire McCaskill
Claire McCaskill (ur. 24 lipca 1953 w Rolla, Missouri) – amerykańska polityk Partii Demokratycznej, senator 1 klasy ze stanu Missouri (od 2007).

## Wykształcenie i praca zawodowa
W 1978 ukończyła University of Missouri–Columbia, gdzie studiowała politologię (do 1975), a następnie prawo (do 1978). Po skończeniu studiów odbyła roczny staż w Sądzie apelacyjnym w Kansas City, a następnie jako prokurator specjalizując się w podpaleniach. W latach 1989–91 prowadziła prywatną praktykę adwokacką.

## Działalność polityczna
Od 1982 była członkiem stanowej Izby Reprezentantów (Missouri House of Representatives), będąc pierwszą kobietą prawnikiem sprawującym ten urząd w tym stanie. W 1988 opuściła Izbę by wystartować w wyborach na prokuratora hrabstwa Jackson (Jackson County Prosecutor), jednak zrezygnowała z partyjnych prawyborów.
W 1990 została wybrana do Jackson County Legislature (uchwałodwaczy organ samorządowy), ale po dwóch latach zrzekła się mandatu, zostając prokuratorem hrabstwa (jako pierwsza kobieta). W 1996 ponownie wybrano ją na czteroletnią kadencję.
W 1998 zrezygnowała z urzędu, zostając drugą kobietą (po swojej poprzedniczce) Głównym biegłym rewidentem stanu Missouri (Missouri State Auditor). W 2002 wybrana na drugą kadencję.
W 2004 spróbowała swoich sił w wyborach na gubernatora. W prawyborach (4 kwietnia 2004) pokonała urzędującego gubernatora Boba Holdena (co w tym stanie zdarzyło się po raz pierwszy, by urzędujący gubernator przegrał w prawyborach). W wyborach przegrała jednak Mattem Bluntem (dotychczasowym stanowym sekretarzem stanu). Była to pierwsza porażka McCaskill w wyborach powszechnych w całej 20-letniej karierze politycznej.

## Senat Stanów Zjednoczonych
Claire McCaskill nie straciła swojej pozycji po nieudanej kampanii gubernatorskiej. W 2006 łatwo pokonała partyjnych rywali i stanęła do pojedynku z urzędującym republikańskim senatorem Jimem Talentem. Na miesiąc przed wyborami byli gośćmi programu Meet the Press telewizji NBC. 8 listopada 2006 w głosowaniu powszechnym pokonała Talenta uzyskując 50% poparcie (przy 47% Talenta). Kadencję senatorską rozpoczęła 4 stycznia 2007.

## Życie prywatne
Obecnie (od kwietnia 2002) jej mężem jest biznesmen Joseph Shepard z Saint Louis i stała się macochą na czwórka dzieci Sheparda. Kiedy McCastill startowała w wyborach gubernatorskich w 2004 Shepard wpłacił na jej kampanię 1,6 milionów dolarów.
Wcześniej (do 1995) McCastill była zamężna z Davidem Exposito, z którym ma syna i dwoje córek. O rozwód wystąpiła będąc prokuratorem hrabstwa. Exposito w grudniu 2005 został zamordowany w Kansas City.